# Nazionalismo inglese

Bandiera dell'Inghilterra

Mappa dell'Inghilterra (rosso scuro) all'interno del Regno Unito (rosso chiaro)

Il nazionalismo inglese, che deve essere distinto dal nazionalismo britannico incarnato dal Partito Nazionale Britannico (estrema destra), mira a difendere gli interessi della nazione inglese nel quadro del Regno Unito e dell'Unione europea.
In senso generale, comprende movimenti e sentimenti politici e sociali ispirati dall'amore per la cultura, la lingua, la storia inglese e un senso di orgoglio per l'Inghilterra e il popolo inglese. I nazionalisti inglesi spesso si considerano prevalentemente inglesi piuttosto che britannici.
A livello politico, alcuni nazionalisti inglesi hanno sostenuto l'autogoverno per l'Inghilterra come il Partito dei Democratici Inglesi. Ciò potrebbe assumere la forma di un parlamento inglese devoluto all'interno del Regno Unito o del ripristino di uno stato sovrano indipendente fuori dall'Inghilterra al di fuori del Regno Unito. L'Inghilterra è uno dei paesi costituenti del Regno Unito insieme a Scozia, Galles e Irlanda del Nord.

## Contesto storico
L'Inghilterra come entità politica cessò di esistere con l'Atto di Unione del 1707. Furono quindi fondati il patriottismo e l'identità britannica, costruiti essenzialmente attorno alla "missione" imperiale - quindi l'Inghilterra fu probabilmente l'unica nazione europea a non sperimentare il vero nazionalismo nel XIX secolo e all'inizio del XXI secolo. "Inglese" e "britannico" sono stati a lungo sinonimo, in Inghilterra come nel resto del mondo.
L'ascesa del nazionalismo gallese e scozzese, incoronato dal ripristino del Parlamento scozzese e dalla creazione dell'Assemblea nazionale per il Galles (1997-1999), contribuì all'indebolimento dell'identità britannica, rimettendo in discussione l'equazione "British = English" e fece precipitare l'Inghilterra in una "crisi d'identità" molto pubblicizzata.
Lo sconvolgimento istituzionale causato dalla creazione di queste due camere con poteri molto diversi (e alle quali dovrebbe essere aggiunta l'assemblea dell'Irlanda del Nord) ha creato una serie di anomalie costituzionali generalmente sfavorevoli all'Inghilterra, l'unica a non avere ha una rappresentanza nazionale. In effetti, il governo laburista di Tony Blair preferiva il percorso del decentramento regionale, iniziato in precedenza dai conservatori sotto John Major.
Il nazionalismo inglese fu anche influenzato dalla Riforma protestante, da cui prese forma il tradizionale attaccamento alla Chiesa d'Inghilterra e le accuse di papismo contro i ricusanti fedeli a Roma.

## Rivendicazioni tipiche
- La creazione del Parlamento inglese sul modello del Parlamento scozzese istituito nel 1999.
- Più marginalmente, l'indipendenza dell'Inghilterra e quindi lo scioglimento del Regno Unito.
- Ottenere un giorno di ferie per la festa di San Giorgio, patrono dell'Inghilterra.
- Difesa e insegnamento della cultura inglese a scuola.

Di norma, le affermazioni dei nazionalisti inglesi fanno eco a quelle dei loro omologhi gallesi e scozzesi.

## Orientamento politico
Se il nazionalismo inglese sembra essere più facilmente accettato dall'opinione conservatrice, ha anche difensori a sinistra, come David Blunkett nel Partito Laburista. La questione rimane molto controversa, le parole "nazionalista inglese" evocano ancora per molti la violenza degli hooligans e il razzismo dell'estrema destra.
A destra, non è raro vedere il nazionalismo inglese contrarsi con l'euroscetticismo

## Partiti nazionalisti inglesi
Dopo la guerra, furono creati e scomparvero rapidamente molti piccoli partiti: il Partito Nazionale Britannico (prima organizzazione) di Colin Jordan e John Tyndall, la Lega dell'Impero Lealista di AK Chesterton, il Partito Patriottico, il Movimento Gran Bretagna di John Tyndall e il Movimento Nazionalsocialista di Colin Jordan.
Ma dagli anni '70, gran parte della società britannica si è sentita assalita dalla presenza di grandi gruppi di stranieri che non possono essere integrati, il che promuove in particolare la perdita di identità nazionale e culturale. (Gli attacchi di Londra, il risultato dell'ascesa del fondamentalismo musulmano, rafforzeranno ulteriormente questa idea). Da qui la creazione di partiti nazionalisti, due dei quali sono i più importanti.

### Il Partito Nazionale Britannico
Il Partito Nazionale Britannico è stato creato nel 1982. Federando diversi gruppi anti-immigrazione, includeva quindi diecimila membri e simpatizzanti. Nel 2001, è presente sul campo per protestare contro i musulmani che si ribellavano nelle città del nord dell'Inghilterra. Dopo l'11 settembre 2001, il partito iniziò un'ampia campagna anti-musulmana e pubblicò libri e opuscoli ampiamente distribuiti. Il suo pubblico sta crescendo e alcuni primi successi nelle elezioni locali del maggio 2002 lo confermano. A Burnley, il partito elegge tre dei suoi membri nel Consiglio comunale. Nell'ottobre 2002, ha ottenuto un nuovo funzionario eletto a Lewisham, a Londra, poi l'anno successivo a Blackburn e a Mixenden (Halifax). Nello stesso anno, il partito presentò 219 candidati in Inghilterra, Scozia e Galles. E nel 2008 il partito ha ottenuto oltre 100 rappresentanti locali eletti e un rappresentante presso l'Assemblea di Londra. Ma nonostante l'elezione di due deputati al Parlamento europeo nel 2009, il partito ha iniziato a declinare dopo il suo fallimento alle elezioni parlamentari del 2010, dove ha presentato 339 candidati ma ha ottenuto solo l'1,9% dei voti e nessun seggio. Alla fine, nel 2014, ha perso il seggio al Parlamento europeo.

### Il Fronte Nazionale
Il Fronte Nazionale è stato fondato nel 1967. È stato molto attivo sotto l'influenza di John Tyndall e Martin Webster attraverso la sua politica anti-immigrazione e anti-europea. Nel 1977, fu il quarto partito politico nel paese e poi declinò. Più modesto ma molto attivo, il Fronte Nazionale ha radunato molti conservatori disgustati dalla politica ufficiale. Dagli anni '90, fu messo in ombra dal Partito Nazionale Britannico. Nel 2001, ha organizzato manifestazioni contro i richiedenti asilo nei porti del sud dell'Inghilterra, contro la comunità nera di Bermondsey a Londra e in reazione contro le rivolte musulmane del Nord. È anche molto attivo in altre nazioni del Regno Unito, in particolare nell'Irlanda del Nord, dove è alleato con attivisti locali. Organizza manifestazioni anti-musulmane con il BNP ogni 11 settembre.

### Altri piccoli partiti
Esistono ancora due gruppi più piccoli: il Partito Nazionale Bianco (WNP) con sede principalmente nel nord del paese, guidato da Eddy Morrisson e composto da dissidenti della NF. Il secondo è il Partito della Libertà (FP), situato principalmente nelle Midlands e che riunisce ex membri del BNP. Questi due partiti svolgono attività simili ai due grandi principali.
Va anche aggiunto il movimento della English Defence League, fondato nel 2009, che non è un partito politico.